# Tiger Girl
Tiger Girl ist ein deutscher Kinofilm aus dem Jahr 2017 von Jakob Lass. Der Film wurde auf der Berlinale 2017 gezeigt und startete am 6. April 2017 in den deutschen Kinos.

## Handlung
Tiger und Vanilla, zwei junge Frauen Anfang 20, leben in Berlin. Tiger haust WG-ähnlich mit zwei etwa gleichaltrigen Männern auf einem Dachboden oder allein in einem ausrangierten Bus; Vanilla absolviert gerade eine Ausbildung zur Security-Frau, nachdem sie in der Polizeiaufnahmeprüfung gescheitert ist. Drei Mal kreuzen sich die Wege beider, bevor es zur entscheidenden Begegnung kommt: Vanilla wird nachts auf einem verlassenen U-Bahnsteig von drei alkoholisierten jungen Männern massiv bedrängt, als Tiger wie aus dem Nichts auftaucht und die Angreifer per Kampfkunst-Technik und einem Baseballschläger fast im Alleingang bezwingt. Die bis dahin ängstlich und unsicher wirkende Vanilla greift aktiv mit ein, und der gemeinsame Erfolg lässt zwischen ihnen eine Art Zweckfreundschaft entstehen.
Gestärkt durch die Autorität von Security-Uniformen, die Vanilla beschafft hat, gehen die beiden von nun an auf gemeinsame Streifzüge durch die Stadt, um Passanten aufzuspüren, die sie täuschen, vorführen und in der Regel auch „abziehen“, das heißt berauben. Zu Beginn geht es ihnen hauptsächlich um den Lustgewinn. Da Tiger offenbar allein für den Lebensunterhalt ihrer Dreier-WG sorgt, spielt auch die materielle Bereicherung von vornherein eine Rolle. Sie wird erst dann zum Hauptziel, als einer der beiden Männer vorgibt, wegen ausstehender Schulden von einem Dealer massiv bedroht zu werden. Tiger beschafft das Geld, ohne dass ihr Freund davon weiß, muss jedoch feststellen, dass er sie getäuscht hat.
Vanilla ihrerseits wandelt sich rasch und wird immer selbstbewusster. Auch in ihrer Security-Trainingsgruppe fällt sie immer öfter durch renitentes Verhalten auf. Mit ihrem Ausbilder gerät sie in einen Dauerclinch, und es zeigt sich, dass Vanilla die Fähigkeit fehlt, Grenzen anzuerkennen. Dieser Mangel belastet zunehmend auch ihr Verhältnis zu Tiger. Ihre Streifzüge – erst noch mit Tiger, dann mit zwei Security-Schülern, die mit ihr zusammen relegiert worden sind – entgleisen zusehends, weil Vanilla den Einsatz von Gewalt als Machtrausch erlebt und zum Selbstzweck macht. Tigers Kritik erreicht sie nicht mehr, sodass die zwei schließlich kämpfend aufeinander losgehen und ihre Wege sich wieder trennen.

## Analyse
Hannah Lühmann bündelt die Filmhandlung und den Hauptunterschied zwischen beiden Protagonistinnen in zwei Sätzen: „Tiger zeigt Vanilla, wie man selbstbewusst auftritt und Gewalt ausübt. Aber Tiger kann die Gewalt kontrollieren, Vanilla nicht.“ Lass selbst sagt: „Tiger hat Werte, Vanilla nur Gefühle.“
Von den bürgerlichen Namen beider Frauen erfährt man nur den Vanillas (Margarethe Fischer); außerdem ihren Herkunftsort (Bochum) und ihr Berufsziel (Polizistin). Tiger tauft sie „Vanilla“ (beziehungsweise „Vanilla the killer“) nach ihrer ersten gemeinsamen Aktion in der U-Bahn und stellt sich selbst vor als „Tiger“ (englisch ausgesprochen). Von ihr wird immerhin gezeigt, wie und mit wem sie in Berlin lebt, wogegen dies für Vanilla völlig offen bleibt. Auch über das Vorleben beider erfährt der Zuschauer praktisch nichts. Mit Bezug auf Tiger konstatiert Lühmann, sie habe „keine Geschichte“ und brauche „keinen abwesenden Vater, keine verkorksten Familienverhältnisse zur Grundierung ihrer anarchistischen Ungehobeltheit.“ Christine Stöckel gibt zu bedenken, dass Studien über Gewaltfilme zeigten, die Gewalt sei für den Zuschauer besser aushaltbar, „wenn sie motiviert sei, einen tieferen Sinn ergebe“, fügt aber hinzu, dass dessen Fehlen in Tiger Girl gewollt sei. Lühmann argumentiert, weibliche Gewalt müsse nicht erst „mühsam durch irgendwelche Vergewaltigungen oder Verlassenheitstraumata gerechtfertigt“ werden, Heldinnen wie Tiger und Vanilla seien heute möglich ohne solcherart „Erklärungen“ – anders als noch eine Figur wie Black Mamba aus Tarantinos Kill Bill.
Als weitere Vergleichsfigur bringt Lühmann den ähnlich ohne „Geschichte“ handelnden Alex aus Kubricks Clockwork Orange ins Spiel und meint, Tiger bewege sich auf dessen Höhe. Tobias Kniebe fragt, ob Tiger Girl als eine Art „gewalttätiges Echo“ auf den Hauptmann von Köpenick gedacht gewesen sei, wo ebenfalls ein falscher Uniformträger die Macht ergreift. Die am häufigsten genannte Bezugsfigur ist Pippi Langstrumpf. Was sie in Lindgrens Trilogie für Annika sei, meint Lühmann, sei Tiger für Vanilla – die „Realität gewordene Ermächtigungsfantasie eines Mädchens, das zum Bravsein erzogen wurde, die unsichtbare Freundin, die man sich herbeisehnt, wenn die Erwachsenen fies zu einem sind.“

## Kritik
Nahezu einhellig befinden die Rezensenten, dass von Tiger Girl eine starke Wirkung ausgehe. Hannah Lühmann und Juliane Liebert äußern fast gleichlautend, nach dem Film habe man „Lust, jemanden zu verprügeln“, Tobias Kniebe spricht von einem „Adrenalinschock“, und Hanns-Georg Rodek hebt hervor, der Film berste geradezu „von dem Element, das dem deutschen Kino am meisten abgeht: von Energie.“
Weniger übereinstimmend ist das Kritikerurteil in dem Punkt, mit dem sich diese energetische Aufladung organisch verbindet: der Gewalt. So fragt Christine Stöckel, ob Gewalt „heroisiert“ werden dürfe, nur weil die Hauptfigur weiblich sei. Lühmann merkt an, dass die zu Beginn gezeigte Gewalt „wie Magie“ erscheine und dass man der von Tiger ausgeübten Gewalt implizit zustimme, weil sie „gut“ sei, denn sie richte sich gegen Leute, „die man eh irgendwie doof findet“. Rodek hingegen weigert sich, Tiger einen „funktionierenden Ehrenkodex“ zuzuerkennen. Er lobt den Regisseur zunächst, dass er gegen die von den beiden jungen Frauen ausgehende „asoziale und kriminelle Energie“ nicht sofort die „Verurteilungskeule“ erhebe, und anschließend auch dafür, dass er deren Gewalt nicht als „Lösung“ präsentiere, sondern im Gegenteil als „Weg zur Destabilisierung“. Als Beleg verweist Rodek auf zwei Szenen, in denen sie Niederlagen einstecken müssen. Die erste trifft beide, als sie eine Vernissage aufmischen wollen, aber von der zierlichen PR-Dame überraschend mit ihren eigenen Waffen geschlagen werden, die zweite Vanilla allein, als sie gegen Ende des Films doppelt – physisch und moralisch – Schiffbruch erleidet, indem sie (gemeinsam mit ihrer neuen „Gang“) einen jungen Mann genauso massiv bedroht, wie es ihr selbst zu Beginn in der U-Bahn widerfahren ist. Anders als Rodek, der der Regie bescheinigt, einen Plan verfolgt und die Fäden in der Hand behalten zu haben, hat Tobias Kniebe den Eindruck, dass es „[Jakob] Lass und seiner Gang im Grunde wie ihrer Titelheldin“ gegangen sei, denn auch sie hätten „ein Monster geschaffen, das sich in der Vielschichtigkeit seiner Energien und Assoziationen immer mehr der Kontrolle entzieht“. Für Kniebe besteht „Faschismusalarm“, wenn Leute „sich irgendwelche Fantasieuniformen anziehen, in Straßenschlachten alle plattmachen und dann mal schauen, wie weit man kommt“. Tigers Schlüsselsatz „Du musst einfach sagen, was du willst, und dann kriegst du’s auch“ könne sehr wohl auch „das Motto einer anderen, sehr viel aktuelleren Machtergreifung“ sein.

## Produktion

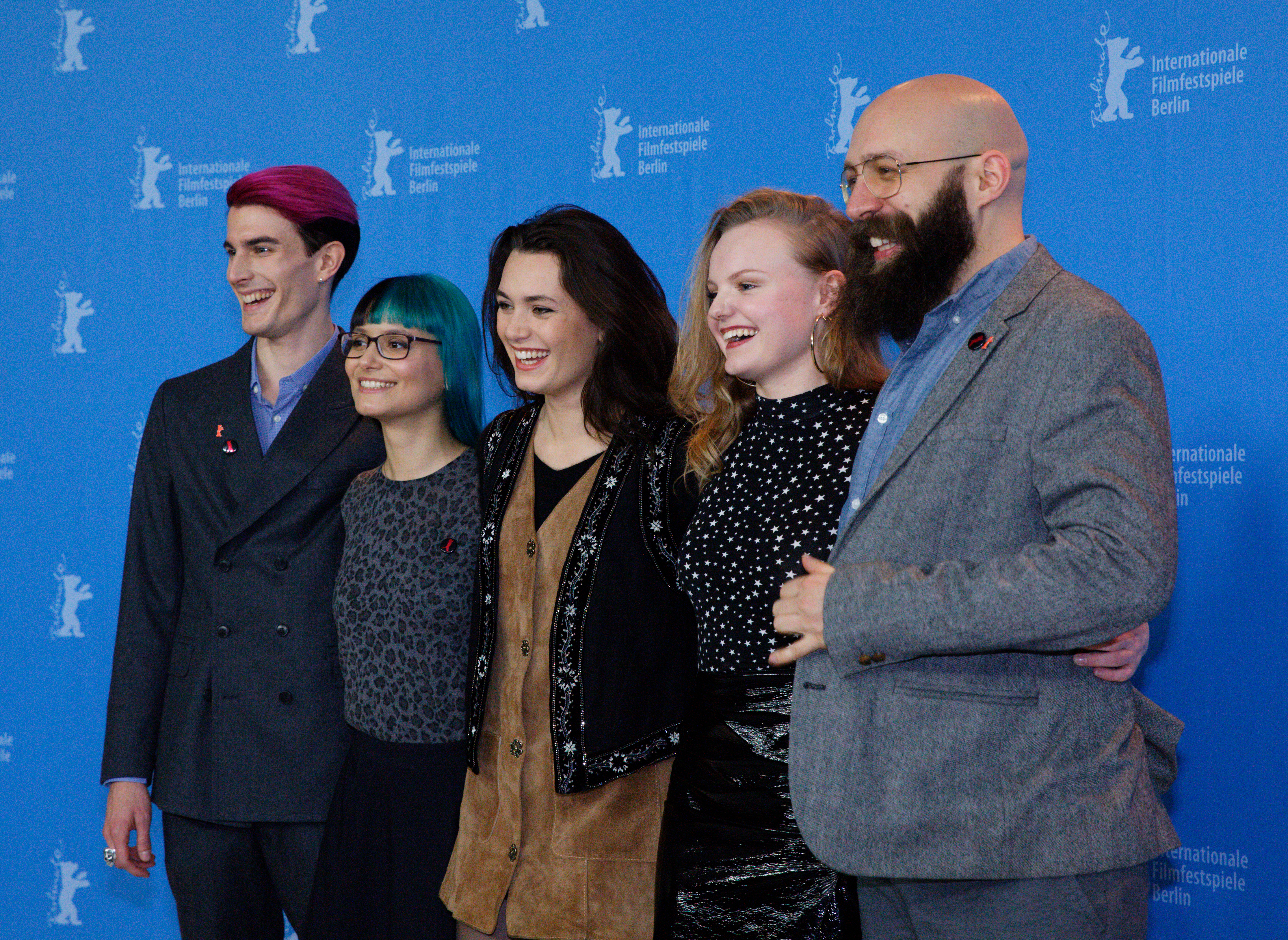
Cast und Crew des Films auf der Berlinale 2017: v. l. n. r. Golo Schultz, Ines Schiller, Ella Rumpf, Maria Dragus, Jakob Lass

Da Love Steaks, der Vorgänger von Tiger Girl, ein praktisch ohne Budget entstandener Indie-Film war, wurde die Zusammenarbeit mit dem Branchenriesen Constantin, nach Lass’ eigenem Bekunden, als „ungewöhnliche Paarung“ wahrgenommen. Man habe ihm jedoch inhaltlich alle Freiheiten gelassen und sogar vertraglich das Recht zum Final Cut eingeräumt.
Gedreht wurde Tiger Girl vom 28. Juli bis zum 14. November 2015 in Berlin.
Wie schon Love Steaks, läuft Tiger Girl unter der Bezeichnung FOGMA-Film. „Fogma“ steht für „Fuck Dogma“ und, laut Lass, für eine Arbeitsweise, die im Allgemeinen „festgefahrene Regeln des Filmemachens“ hinterfragt und konkret unter anderem „Spielszenen mit einem dokumentarischen Umfeld“ verbindet, professionelle Schauspieler auf Laiendarsteller treffen lässt und auf das herkömmliche Drehbuch verzichtet. Obwohl Drehbuchautoren genannt werden, reduzierten sich die Vorgaben, so Lass weiter, auf „eine Art Skript“, „Skelettszenen“, die den „dramaturgischen Bogen“ vorzeichnen. Die Dialoge selbst entstünden dann zwischen den Schauspielern am Set. Um das zu ermöglichen, bereite er sich mit den Schauspielern ausführlich vor; schon das Casting dauere bei ihm deutlich länger. Auf jeden Fall habe bei ihm am Set der Schauspieler Vorrang vor der Technik. Das könne dazu führen, dass manche Aufnahmen etwas unscharf werden, aber das nehme er bewusst in Kauf, denn im Kino gehe es „nicht um eine banale Idee von technischer Perfektion“, sondern „um die Geschichte“, „um die Kraft, die Energie“.
Improvisation und technische Unvollkommenheit gehören zu den Merkmalen von Mumblecore-Filmen, denen auch schon Love Steaks verpflichtet war. Eigens für Tiger Girl hat Lass die Genrebezeichnung „Martial Arthouse“ ins Spiel gebracht, zusammengesetzt aus Martial Arts und Arthouse. Hanns-Georg Rodek schlägt zusätzlich „Anarchotragikomödie“ vor, wogegen andere Kritiker gängigere Begriffe wie Coming-of-Age-Film oder vergleichend den Entwicklungsroman nennen.

## Soundtrack
Neben der Musik von Golo Schultz enthält der Film Songs der Elektropop-Band Grossstadtgeflüster, unter anderem „Piss ans Ende der Welt“ sowie auch den Eingangstitel „Wie man Feuer macht“.

## Auszeichnungen
Der Film wurde in die Vorauswahl zum Deutschen Filmpreis 2017 aufgenommen.
Zudem erhielt Ella Rumpf die Auszeichnung „Beste Nachwuchsschauspielerin“ beim „New Faces Award 2017“.